# Калина (Видинська область)
Кали́на (болг. Калина) — село у Видинській області Болгарії. Входить до складу общини Брегово.

## Населення
За даними перепису населення 2011 року у селі проживали 30 осіб, з них 26 осіб (92,9%) — болгари.
Розподіл населення за віком у 2011 році:
Динаміка населення: